# Otumba (geslacht)
Otumba is een geslacht van rechtvleugeligen uit de familie doornsprinkhanen (Tetrigidae). De wetenschappelijke naam van dit geslacht is voor het eerst geldig gepubliceerd in 1900 door Albert P. Morse. Hij beschreef tevens de nieuwe soort Otumba scapularis uit Nicaragua.
Dit geslacht komt voor in tropisch Midden- en Zuid-Amerika.

## Soorten
Het geslacht Otumba omvat de volgende soorten:
- Otumba aciculata Hebard, 1924
- Otumba amazonica Bolívar, 1887
- Otumba basalis Bruner, 1910
- Otumba dentata Hancock, 1907
- Otumba incompta Hebard, 1924
- Otumba lobata Hancock, 1907
- Otumba marcapata Hancock, 1907
- Otumba peruviana Bruner, 1910
- Otumba quadrata Hancock, 1907
- Otumba scapularis Morse, 1900